# Pristimantis koehleri
Pristimantis koehleri es una especie de anfibio anuro de la familia Craugastoridae.

## Distribución geográfica
Esta especie es endémica del departamento de Santa Cruz en Bolivia.

## Descripción
Los machos miden de 23 a 29 mm y las hembras de 34 a 39 mm.

## Etimología
Esta especie lleva el nombre en honor a Jörn Köhler.

## Publicación original
- Padial & De la Riva, 2009: Integrative taxonomy reveals cryptic Amazonian species of Pristimantis (Anura: Strabomantidae). Zoological Journal of the Linnean Society, vol. 155, n.º 1, p. 97-122[4]